# هرولی

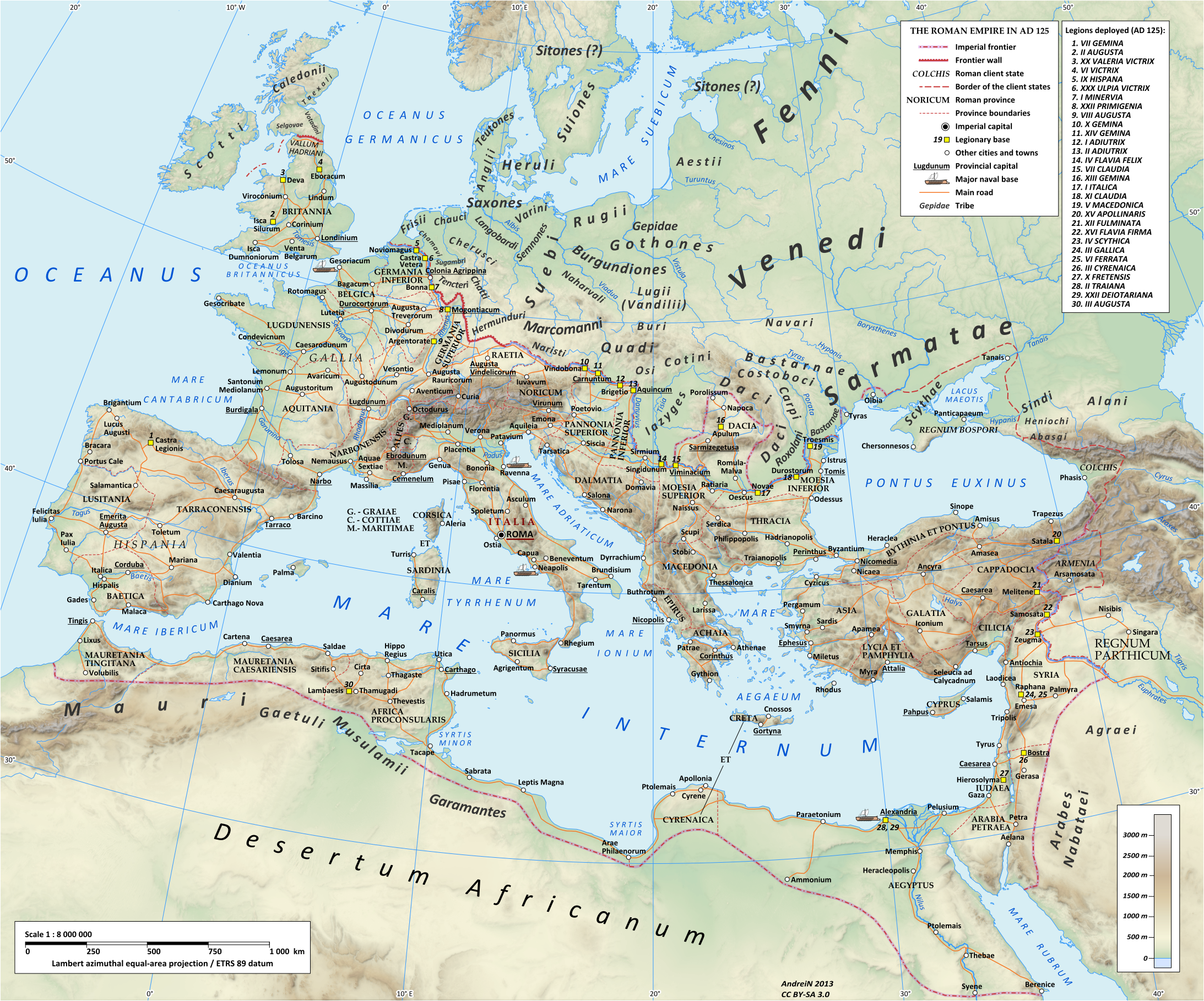
نقشه امپراتوری روم و اروپای بومی معاصر در سال ۱۲۵ پس از میلاد، مکان پیشنهادی هرولی را در جزایر دانمارک نشان می‌دهد.

هِرولی‌ (انگلیسی: Heruli) یا هرول‌ها یک قوم ژرمنی اولیه بودند. سرچشمه هرولی‌ها احتمالاً از اسکاندیناوی است و اولین بار توسط نویسندگان رومی به عنوان یکی از چندین گروه «سکایی» که به استان‌های رومی در بالکان و دریای اژه از طریق زمین و به‌ویژه از طریق دریا حمله می‌کنند، ذکر شده‌است. در آن زمان آن‌ها در نزدیکی دریای آزوف زندگی می‌کردند.
از اواخر قرن چهارم پس از میلاد، هرولی‌ها یکی از مردمانی بودند که به اتحادیه هونیک آتیلا آورده شدند. در سال ۴۵۴، پس از مرگ آتیلا، آن‌ها پادشاهی خود را در دانوب میانی تأسیس کردند و هرولی‌ها همچنین در فتوحات پی در پی ایتالیا توسط اودوآسر، تئودریک کبیر، نارسس و احتمالاً لمباردها شرکت کرد. با این حال، پادشاهی مستقل آنها توسط لمباردها در اوایل قرن ششم پس از میلاد نابود شد. بخشی از این جمعیت متعاقباً در داخل امپراتوری روم در نزدیکی بلگراد مستقر شدند و به کمک مردان مبارز به امپراتوری روم شرقی و شرکت در درگیری‌های بالکان و ایتالیا ادامه دادند.
هرولی‌ها با تسلط آخرین پادشاهی خود در نهایت تحت تسلط روم، و ادغام گروه‌های کوچکتر در نهادهای سیاسی بزرگتر، در حوالی زمان فتح ایتالیا توسط لومباردها از تاریخ ناپدید شدند.